# Hammond (Louisiana)
Hammond is een plaats (city) in de Amerikaanse staat Louisiana, en valt bestuurlijk gezien onder Tangipahoa Parish.

## Demografie
Bij de volkstelling in 2000 werd het aantal inwoners vastgesteld op 17.639.
In 2006 is het aantal inwoners door het United States Census Bureau geschat op 19.134, een stijging van 1495 (8,5%).

## Geografie
Volgens het United States Census Bureau beslaat de plaats een oppervlakte van
33,0 km², geheel bestaande uit land. Hammond ligt op ongeveer 16 m boven zeeniveau.

## Plaatsen in de nabije omgeving
De onderstaande figuur toont nabijgelegen plaatsen in een straal van 12 km rond Hammond.